# Крук, Евгений Аврамович
Евгений Аврамович Крук — российский учёный, профессор, доктор технических наук (1999). С 2016 г. по настоящее время научный руководитель, и. о. директора МИЭМ им. А. Н. Тихонова НИУ ВШЭ. Зам. главного редактора журнала «Информационно-управляющие системы».

## Биография
Окончил в 1973 г. Ленинградский институт авиационного приборостроения (ЛИАП, позже — ГУАП) по специальности «Автоматизированные системы управления», квалификация «Инженер-электрик».
В 1999 г. защитил дисс. на соискание учёной степени доктора технических наук. С 2004 г. — профессор.
- 2001—2016 — заведующий кафедрой безопасности информационных систем ГУАП;
- 2005—2013 — декан факультета информационных систем и защиты информации;
- 2013—2016 — директор научно-образовательного института «Информационные системы и защита информации»;
- 2014—2016 — проректор ГУАП по научной и инновационной деятельности;
- 2016 г. по настоящее время — профессор, и. о. директора, научный руководитель МИЭМ НИУ ВШЭ[2]

## Научно-организационная деятельность
- организатор 13-го Конгресса Международного общества «Интернет в медицине» — «MedNet-2008»[3]
- организатор XI международной конференции «Problems of redundancy in information and control systems» 2007 г.[4]
- организатор XII международной конференции «Problems of redundancy in information and control systems» 2009 г.[5]

## Из библиографии
- Моделирование систем. Эксперименты с моделями: Учеб. пособие / Б. И. Плакс, Е. А. Крук; Ленингр. ин-т авиац. приборостроения. — Л.: ЛИАП, 1988. — 64 с.
- Крук Е. А. Надёжные методы передачи, хранения и обработки информации: Учеб. пособие / Е. А. Крук; Ленингр. ин-т авиац. приборостроения. — Л.: ЛИАП, 1989. — 46,[1] с.
- Криптография с открытым ключом. Кодовые системы: учеб. пособие / Е. А. Крук, Е. М. Линский; М-во обр. РФ, ГОУ ВПО С.-Петерб. гос. ун-т аэрокосм. приборостроения. — СПб.: ГУАП, 2004. — 50, [1] с. — ISBN 5-8088-0113-3.
- Лекции по теории кодирования: учеб. пособие / Е. А. Крук, А. А. Овчинников; Минобр. РФ, ГОУ ВПО С.-Петерб. гос. ун-т аэрокосм. приборостроения. — СПб.: [ГУАП], 2004 (ООП ГУАП). — 62 с. — ISBN 5-8088-0116-8.
- Error correcting coding and security for data networks: analysis of the superchannel concept / G. Kabatiansky, E. Krouk, S. Semenov. — Chichester, West Sussex: Wiley, cop. 2005. — IX, 278 P. — ISBN 0-470-86754-X (alk. paper)
- Комбинаторное декодирование линейных блоковых кодов: монография / Е. А. Крук ; Федеральное агентство по образованию, Гос. образовательное учреждение высш. проф. образования Санкт-Петербургский гос. ун-т аэрокосмического приборостроения. — СПб.: ГУАП, 2007. — 236 с. — ISBN 978-5-8088-0247-6.
- Методы программирования и прикладные алгоритмы: учебное пособие / Е. А. Крук, А. А. Овчинников; Федеральное агентство по образованию, Гос. образовательное учреждение высш. проф. образования Санкт-Петербургский гос. ун-т аэрокосмического приборостроения. — СПб.: ГУАП, 2007 (СПб.: РИЦ ГУАП). — 165 с. — ISBN 5-8088-0237-7
- Основы теории кодирования: учебное пособие / Е. А. Крук, А. А. Овчинников; М-во образования и науки РФ, ФГАОУ ВПО Санкт-Петербургский гос. ун-т аэрокосмического приборостроения. — СПб.: ГУАП, 2013. — 106 с. —ISBN 978-5-8088-0866-9.
- Многоантенная передача данных в беспроводных сетях: учебное пособие / Е. А. Крук, А. А. Овчинников; Минобрнауки РФ, ФГАОУ ВПО Санкт-Петербургский гос. ун-т аэрокосмического приборостроения. — СПб.: ГУАП, 2013. — 83 с. — ISBN 978-5-8088-0863-8.
- Оптическая связь: оптоволоконная, атмосферная: монография / Н. Ш. Блаунштейн, Е. А. Крук, М. Б. Сергеев; Министерство образования и науки Российской Федерации, Федеральное государственное автономное образовательное учреждение высшего образования Санкт-Петербургский государственный университет аэрокосмического приборостроения. — СПб.: ГУАП, 2016. — 286 с. — 500 экз. — ISBN 978-5-8088-1157-7.
- Fiber Optic and Atmospheric Optical Communication / Nathan Blaunstein, Shlomo Engelberg, Evgenii Krouk, Mikhail Sergeev. — Wiley—IEEE Press, 2019. — 224 p.[6]

## Награды и звания
- почётное звание «заслуженный деятель науки Российской Федерации»[7]
- Премия губернатора Санкт-Петербурга 2007 г. «Научные достижения, способствующие повышению качества подготовки специалистов и кадров высшей квалификации»[8].